# Larmor-Baden
Larmor-Baden is een plaats en gemeente in Frankrijk. Het ligt in het zuiden van Bretagne, aan de Golf van Biskaje.
Het ligt aan de Golf van Morbihan. Vier kleine eilanden behoren tot het grondgebied, waaronder het Île de Gravinis waar zich een van de grootste megalieten van Bretagne bevindt.

## Afbeeldingen

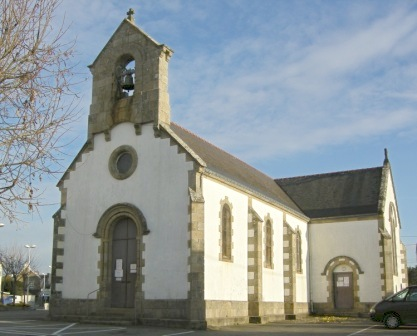
Kerkje in Larmor-Baden
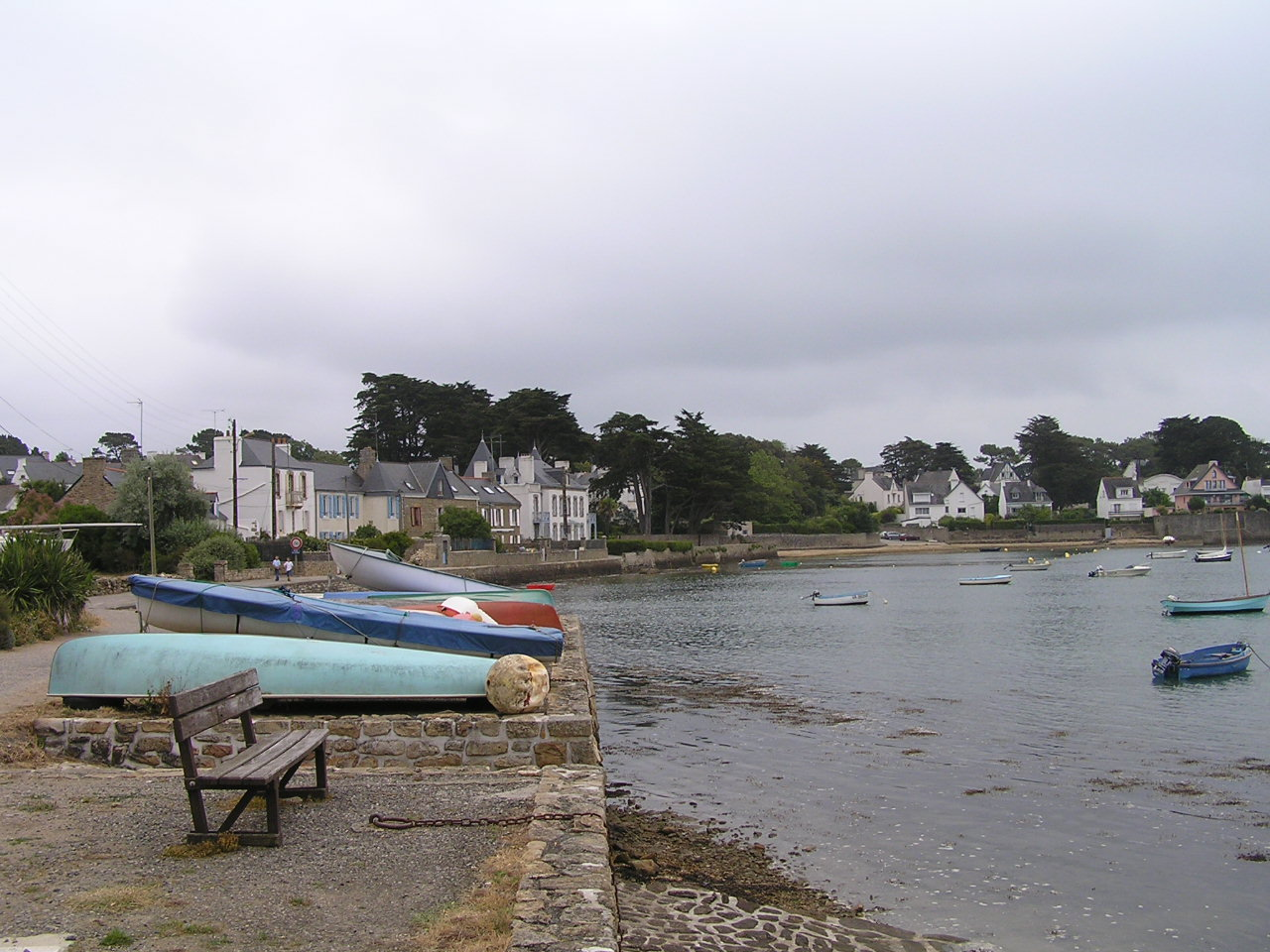
De haven
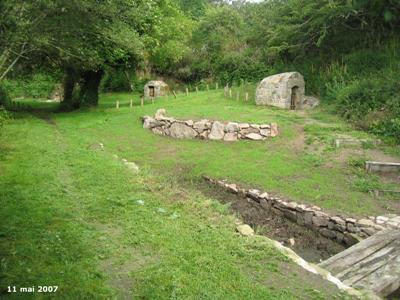
Le Douet de Locqueltas
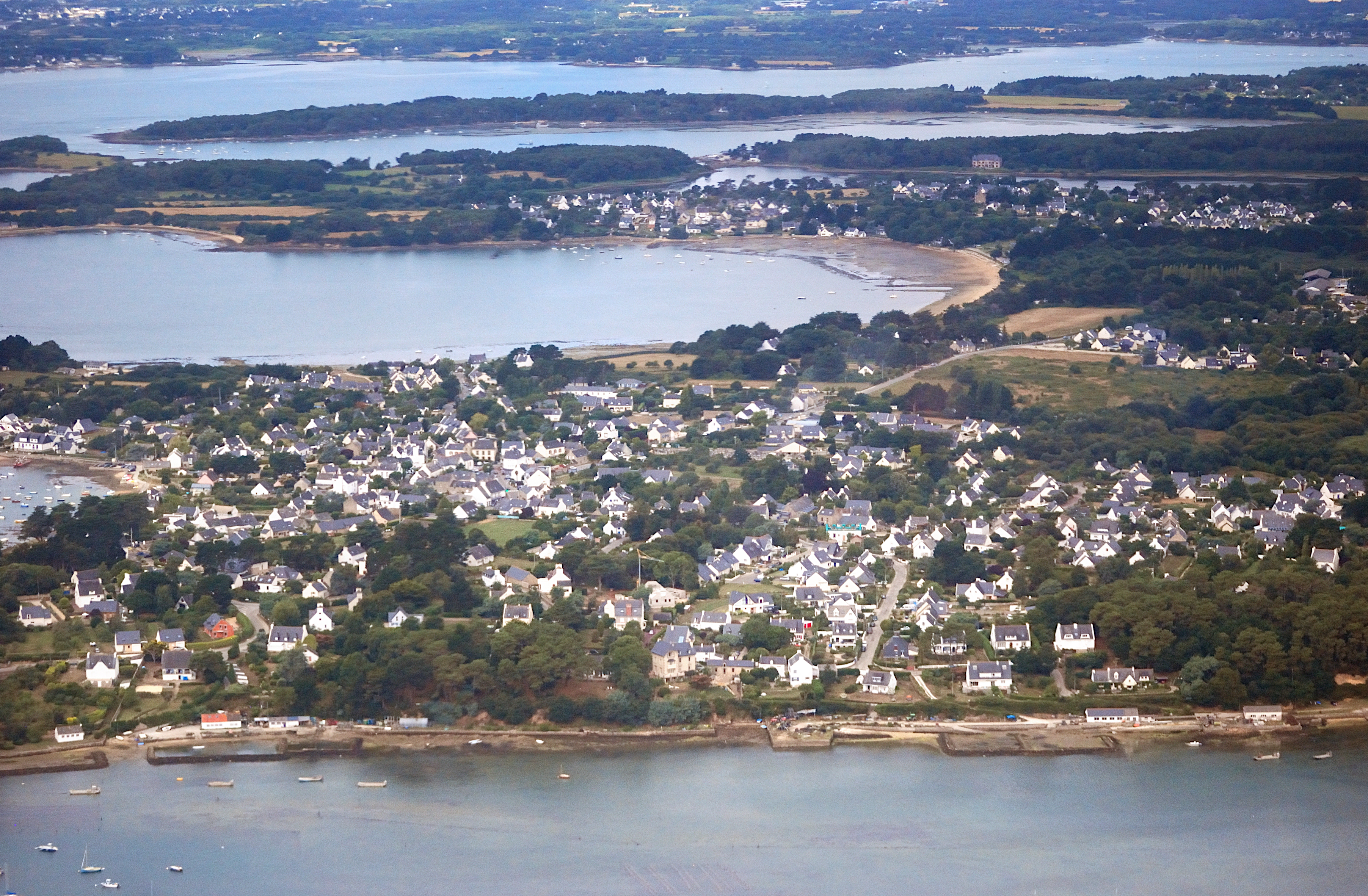
Overzicht

## Geografie
De onderstaande kaart toont de ligging van Larmor-Baden met de belangrijkste infrastructuur en aangrenzende gemeenten.

## Demografie
Onderstaande figuur toont het verloop van het inwonertal, bron: INSEE-tellingen. 

1. ↑  Populations de référence 2022.